# Doughnuts and Doom
Doughnuts and Doom es la novela gráfica debut de Balazs Lorinczi, publicada el 20 de septiembre de 2022 por Top Shelf Productions. Cuenta la historia de Margot, una bruja que tiene dificultades con su examen de magia, y Elena, una guitarrista que lucha por triunfar en una tienda de donuts. Aunque tienen una discusión cuando se conocen, una maldición accidental finalmente conduce a una relación.

## Recepción
Publishers Weekly comentó positivamente sobre la relación entre los dos personajes principales, diciendo que su "química genuina y su mutuo aprecio y apoyo son un ejemplo perfecto de las relaciones adolescentes saludables". También señalaron que el arte, que utiliza principalmente tonos de azul y "salpicaduras de rosa chicle", contribuye al tono general de la historia. Ashleigh Williams, que escribe para el School Library Journal, criticó la trama en general, especialmente al antagonista, pero señaló que Doughnuts and Doom "es más fuerte cuando se centra en el romance de sus personajes principales". Si bien elogió el arte y los paneles en general, dijo que los colores, aunque atractivos, "quitan dinamismo a una historia que lo necesita".
Kirkus Reviews calificó la novela gráfica de Lorinczi como una "historia agradable y relajada" y elogió el arte y los colores utilizados, que combinaban con la "trama slice-of-life, de bajo riesgo". Concluyó diciendo que la historia deja un poco que desear, ya que termina abruptamente. Una reseña publicada en Comic Book Resources comentó la similitud entre Doughnuts and Doom y Kiki's Delivery Service de Studio Ghibli, ya que ambos integran la brujería en un mundo moderno. Aunque el crítico calificó el arte de Lorinczi de "un poco tosco", elogió su estilo, calificándolo de "simple y dulce". También discutió la elección de colores del autor, diciendo que tiene sentido considerando los temas presentes en la novela.

## Premios y nominaciones
Doughnuts and Doom fue nominado a un premio en los GLAAD Media Awards de 2022 en la categoría de Mejor Novela Gráfica Original o Antología.